# Капраль Андрій Миронович
Андрій Миронович Капраль (нар. 20 січня 1975, м. Львів) — український співак, імпровізатор. З 1992 року є лідером гурту "Піккардійська Терція".

## Життєпис
Народився 20 січня 1975 року в місті Львів. Вже змалку його голос вирізнявся серед інших дітей, тому його завжди задіювали у виступах на ранках у дитячому садку, потім у різних шкільних конкурсах, грав головні ролі у виставах шкільного театрального гуртка. Співав і виступав всюди й багато.
Першим інструментом Андрія були ударні, а згодом навчання у музичній студії по класу акордеона. Вже в дев’ятому класі Андрій з колегами створює ансамбль, у якому грає на акордеоні й стає солістом.

## Освіта
Закінчив музичну школу в м.Львів та диригентське відділення Львівського державного музичного училища ім.С.Людкевича та Вищого державного музичного інституту ім. М. Лисенка.

## Нагороди
Шевченківська премія (2008) — разом з В. Якимцем, Я. Нудиком, Р. Турянином, В. Богачем та А. Шавалою — виконавцями вокальної формації — за концертні програми 2003-2006 років.
Заслужений артист України